# 木村盛武

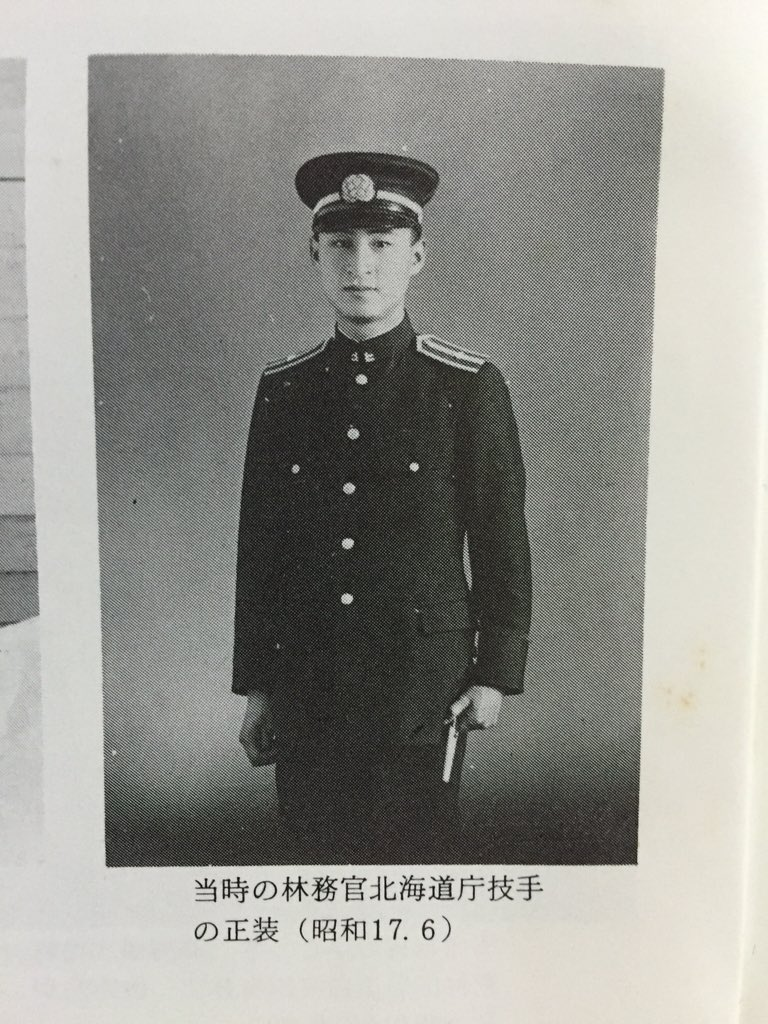
当時の林務北海道庁技手の正（1942年6月）。

木村 盛武（きむら もりたけ、1920年2月25日 - 2019年9月6日）は、日本のノンフィクション作家。日本獣害史上最大の被害を出した三毛別羆事件の調査を行ったことで知られる。

## 来歴
北海道札幌市出身。父親は青森県出身で、東北地方や北海道で林務官を務めていた。幼少の頃から、父親や母方の伯父に日本史上最大の被害を出した獣害事件である三毛別羆事件のあらましを聞かされ、強烈な印象を記憶に留めていた。
1938年8月、北海道庁立小樽水産学校（現：北海道小樽水産高等学校）製造科在籍時、実習を行った幌筵島で1名が犠牲となった熊害事件で危うく助かった体験を持ち、以後熊に対する関心から逃れられなくなった。
1939年水産学校卒業後はタラバガニ検査の仕事に就いていたが、1941年に北海道庁林務講習第1種を修了し、父と同じ北海道庁林務官となった。これを機に、確たる情報が残されていない三毛別羆事件の真相を明らかにしようと考えたが、文献などを当たるも充分な情報を得るには至らなかった。
それから20年が過ぎた1961年の春に、事件の現場を管轄する古丹別営林署に配置転換された、1966年まで勤務。木村は現地調査に乗り出し、事件を知る当事者やその子息など30数人の証言を得た。これらを纏め、1964年に旭川営林局誌『寒帯林』に「獣害史最大の惨劇苫前羆事件」を発表。翌年、作家の戸川幸夫が木村の調査を基にした小説『羆風』を発表したことで、事件が広く世に知られるようになった。『羆風』は後に矢口高雄によって漫画化され、1977年には吉村昭も木村の手記を基に小説『羆嵐』を発表している。木村の手記は1980年に復刻され、さらに1994年12月9日には共同文化社から『慟哭の谷 The Devil's Valley』として出版された。
林務官は1980年に退官。退官までに、遠軽・中頓別・幾寅・幌加内・古丹別・大雪・旭川の各営林署に勤務した。
退官後は野生動物を研究し、北海道開発庁の広報誌や北海タイムスで長年エッセイを連載するなど執筆活動を行っていたが、2019年（令和元年）9月6日8時20分、急性循環不全のため札幌市内の病院で死去。99歳没。

## 著作
- 『獣害史最大の惨劇苫前羆事件』旭川営林局
- 『慟哭の谷 The Devil's Valley』1994年12月9日、共同文化社 ISBN 978-4-905664-89-5
  - 『慟哭の谷 北海道三毛別・史上最悪のヒグマ襲撃事件』2015年4月10日、文藝春秋 ISBN 978-4-167905-34-7
- 『エゾヒグマ百科 - 被害・予防・生態・故事』1983年、共同文化社 ISBN 4905664144
- 『魚名博物記 - ものしりエピソード』1986年、共同文化社 ISBN 4905664322
- 『野生の事件簿 - 北の動物たち』1989年、北海道新聞社 ISBN 4893635379
- 『春告獣（エゾヒグマ）- ヒグマのことがわかる本』1995年、共同文化社 ISBN 978-4905664901
- 『北の魚博物誌』1997年、北海道新聞社 ISBN 4893638548
- 『ヒグマそこが知りたい - 理解と予防のための10章』、2001年 共同文化社 ISBN 487739057X
- 『あぁ、一兵卒 - ある戦争体験者の証言』2005年、共同文化社 ISBN 4877391142

## 共著
- 『十勝岳爆発60年後の植生について 大正泥流跡地の植生回復の推移』